# Jorge Mikhailovich da Rússia
Jorge Mikhailovich (em russo:Георгий Михайлович), (23 de agosto de 1863 - 28 de janeiro de 1919) foi um filho do grão-duque Miguel Nikolaevich da Rússia e primo directo do czar Alexandre III da Rússia.
Foi um general do Exército Russo durante a Primeira Guerra Mundial. Durante a Revolução Russa de 1917 ele foi preso pelos bolcheviques e morto a tiro juntamente com o seu irmão Nicolau Mikhailovich e os seus primos, os grão-duques Paulo Alexandrovich e Dmitri Constantinovich.

## Biografia
Nasceu no dia 23 de agosto de 1863, filho do grão-duque Miguel Nikolaevich da Rússia e da sua esposa, a grã-duquese Cecília de Baden.
Teve a mesma educação austera dada aos irmãos, mas isso não o impediu de se juntar ao estilo de vida da maioria dos grão-duques da sua família que incluía festas, bebida, jogo e mulheres. Apesar disso era um homem calado e pouco expressivo que apenas se abria com os amigos mais próximos. Era conhecido por ter um apetite voraz e por ser o primeiro a chegar para refeições. Devido à sua personalidade recatada, a sua opinião nunca tinha muita importância na família e as suas principais funções prendiam-se com a participação em cerimónias simbólicas como a entrega de medalhas e ordens.
Durante toda a sua vida, Jorge fez colecção de moedas que acabou por se tornar na maior da Rússia.

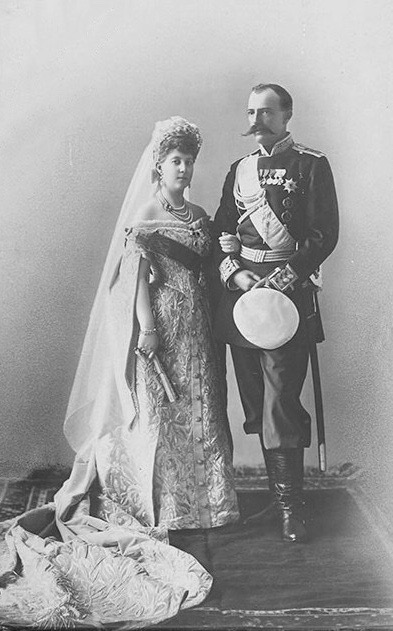
Jorge e Maria em seu casamento

Jorge casou-se apenas aos 37 anos de idade com a princesa Maria da Grécia e Dinamarca, depois de não ter conseguido uma união com a princesa Nina Chavchavadze nem com a princesa Maria de Saxe-Coburgo-Gota. A sua esposa, por seu lado, não gostava dele e apenas aceitou casar-se depois de não ter tido autorização para se casar com um plebeu. Os dois tiveram duas filhas (Nina nascida em 1901 e Xenia nascida em 1903), mas nunca tiveram um casamento feliz. Jorge era um pai dedicado, mas isso não impediu a sua esposa de, em 1914, levar as filhas para Inglaterra com o pretexto de querer viver num lugar mais saudável. Um mês depois de elas chegarem a Inglaterra rebentou a Primeira Guerra Mundial e tornou-se demasiado perigoso regressar ao país, por isso Jorge nunca mais as voltou a ver.
Durante a Guerra, Jorge tornou-se assistente de Nicolau II no campo de batalha e tinha como função inspeccionar os trabalhos na frente de combate. Nos seus relatórios revelou muita corrupção entre generais, o que lhe valeu muitos inimigos. Em meados de 1915 foi enviado numa missão ao Japão e apenas regressou à Rússia no ano seguinte onde continuou os seus trabalhos de inspecção em Kiev. Durante as muitas viagens que fez, visitou os prisioneiros de guerra austríacos e alemães.
Em 1916, convencido da iminência de uma revolução, Jorge tentou persuadir Nicolau II a aprovar uma constituição, mas ele recusou. Ele estava em Gatchina quando Nicolau II abdicou, Com a queda da monarquia, ele demitiu-se do seu posto no exército. Ele queria ir para Inglaterra, mas o governo britânico tinha proibido a entrada de qualquer grão-duque russo no país. Georgy Lvov, o primeiro-ministro que governou a Rússia após a queda da dinastia Romanov, recusou o seu pedido para abandonar o país. Três meses depois, Jorge teve autorização por parte do Governo Provisório para ir até à Finlândia onde ele esperava conseguir escapar para a Suécia e finalmente ir ter com a sua família a Inglaterra.
Em junho de 1917 ele conseguiu uma autorização permanente para viver na Finlândia onde alugou uma villa em Retierve. No Inverno desse ano ele deixou a villa por ser demasiado fria e foi viver para Helsínquia. Em Janeiro de 1918 recebeu a notícia de que Nicolau II e a sua família tinham sido enviados como prisioneiros para a Sibéria. Eventualmente a situação piorou na Finlândia. Desesperado por escapar e ir ter com a família que já não via há quatro anos, ele cometeu o erro de pedir um passaporte novo e permissão para abandonar o país ao novo governo soviético. Esse erro acabou por selar o seu destino. No dia 3 de abril de 1918 ele foi preso e levado de volta a Petrogrado pelos guardas vermelhos.

## Prisão

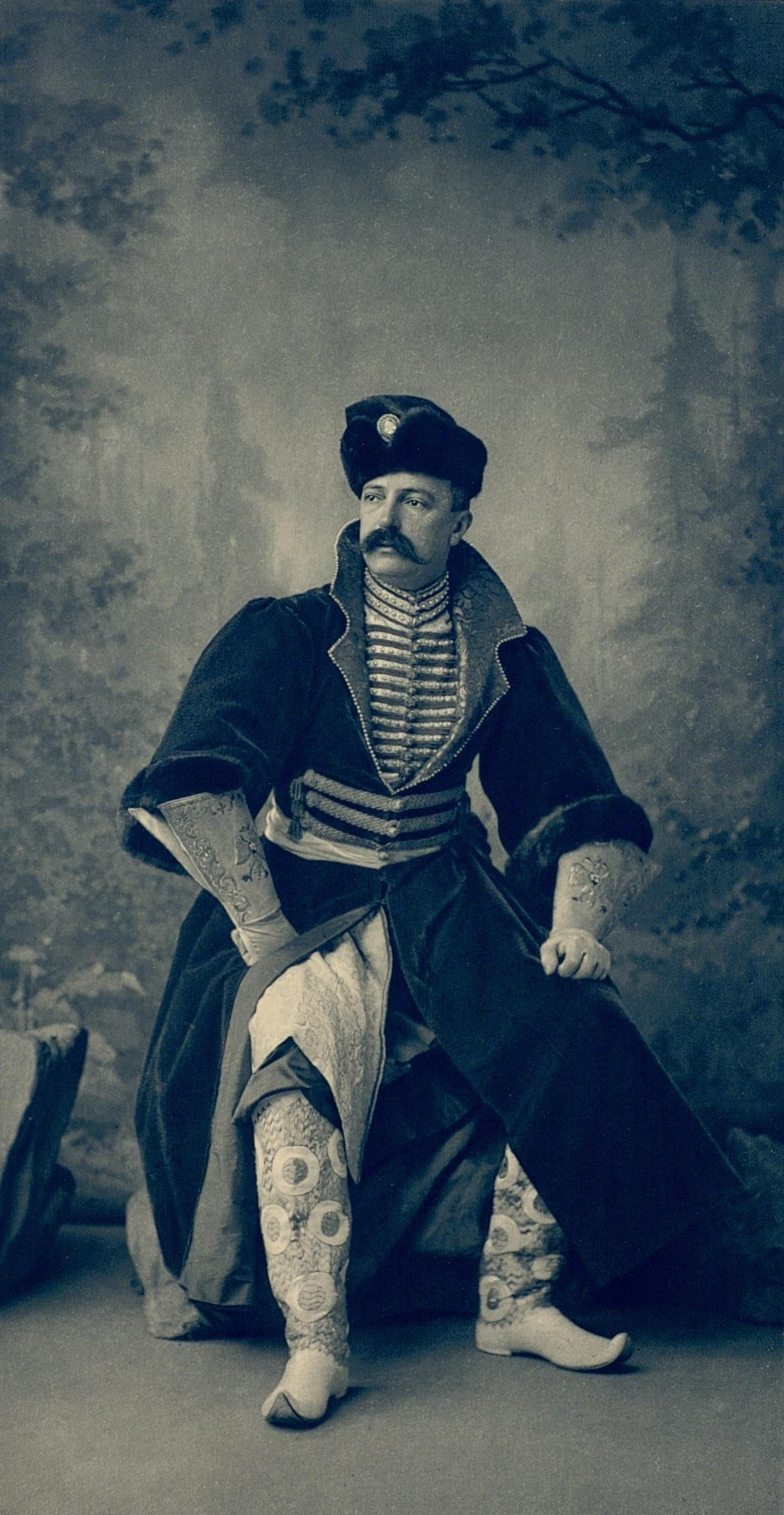
Jorge Mikhailovich

Inicialmente Paulo recebeu apenas ordens para não abandonar Petrogrado. Uma vez que o seu palácio tinha sido ocupado pelo Exército Vermelho, ele foi viver para a casa do seu antigo secretário. No mês seguinte os jornais da capital publicaram um decreto que ordenava todos os Romanov a apresentarem-se no posto da temida Checa, a polícia secreta soviética. O grão-duque Jorge apresentou-se com o seu secretário e teve uma entrevista com Moisei Uritski, um dos líderes bolcheviques da cidade. Depois da entrevista ele recebeu autorização para permanecer livre, mas pouco depois os bolchviques decidiram enviar os membros da família Romanov para o exílio fora da cidade. Jorge foi novamente convocado e enviado para Vologda, uma cidade siberiana.
Quando chegou a Vologda foi recebido por um agente comercial que foi obrigado a ceder-lhe a sua casa pelo Exercito Vermelho. Era uma casa pequena e Jorge viu-se subitamente no meio da vida do comerciante que vivia lá com a sua esposa e quatro filhos. Mais tarde ele encontrou outra casa que pertencia a um mercador rico e foi bem tratado pelo seu proprietário. Ele partilhou o exílio com o seu irmão Nicolau e o seu primo Dmitri Constantinovich. Os três podiam movimentar-se livremente pela cidade e visitavam-se uns aos outros com frequência.
Na manhã de 14 de julho, dois dias antes do assassinato de Nicolau II e da sua família, um carro com quatro homens armados chegou e recolheu os grão-duques das suas casas. Os três foram presos e colocados numa pequena prisão na aldeia onde poderiam ser melhor vigiados. Os rumores do assassinato do czar chegaram-lhes enquanto lá estavam. Durante estes meses, Jorge tentou várias vezes enviar cartas à esposa, sendo que a última data de 27 de novembro de 1918. Ela tentou comprar a liberdade do marido e dos seus companheiros por quinhentas mil libras, mas não teve sucesso.
Jorge escreveu à sua esposa:
| “ | Deram-nos uma cela a cada um e, mais tarde, o Dmitri juntou-se a nós. Eu vi-o a chegar pelas barras de ferro da minha janela e fiquei abalado pela tristeza dele. As primeiras 24 horas foram difíceis, mas depois disso eles, por sorte, deixaram-nos ficar com as nossas camas de campo e as nossas roupas. Não há mais ninguém na prisão sem ser nós os três. Eles trataram-nos como camaradas e não voltaram a trancar as celas desde o segundo dia e deixam-nos passear no pequeno jardim na parte de trás. A nossa comida é trazida de fora. | ” |

Os rumores do assassinato do czar pareciam indicar o pior e o grão-duque Jorge era o mais pessimista dos três. Depois, no dia 21 de julho, todos os grão-duques exilados em Vologda foram novamente transferidos para Petrogrado. Na antiga capital do Império Russo os homens foram rapidamente presos juntamente com outros seis prisioneiros numa cela da Checa.
Quando chegaram, Jorge e os outros grão-duques foram interrogados durante muito tempo por Moisei Uritsky, chefe da Checa local. Jorge descreveu o sucedido noutra carta à esposa:
| “ | O Dmitri perguntou ao Uritsky porque estávamos nós presos e a sua resposta foi que era para nos salvar das pessoas que nos queriam matar em Vologda, uma explicação difícil de acreditar. | ” |

Os prisioneiros foram fotografados e depois transferidos para a prisão de Kresty. Pouco depois foram transferidos para a prisão de Spalernaia, onde permaneceriam a maioria da sua prisão. Lá cada um tinha a sua cela, mesmo que minúscula. A sua única mobília era uma cama dura de ferro. Os grão-duques tinham autorização para exercitar entre meia-hora e quarenta e cinco minutos duas vezes por dia, apesar de o contacto pessoal que tinham uns com os outros em Vologda lhe ser negado a princípio. Os seus seus guardas, todos eles antigos soldados, tratavam-nos bem e até ajudaram Jorge a enviar algumas das suas cartas. Após vários dias de detenção eles tiveram autorização para se reunirem no pátio da prisão e a receber provisões do lado de fora como lençóis lavados e cigarros.
Os seus dias costumavam começar às 7 da manha quando eram acordados pelos passos dos seus guardas no corredor e o som das fechaduras. O almoço era serviço ao meio-dia e consistia em água suja fervida com espinhas de peixe e pão preto. As luzes ligavam-se nas celas às 7 da noite, o que, com a chegada do Inverno, os obrigava a ficar sentados na escuridão até chegar essa hora. Os prisioneiros apenas falavam durante os dois intervalos de meia hora.
Alguns dos seus parentes fizeram esforços frenéticos para os libertarem, principalmente através de Máximo Gorki que pediu a Lênin para os libertar.
Contudo a ordem chegou demasiado tarde.

## Assassinato

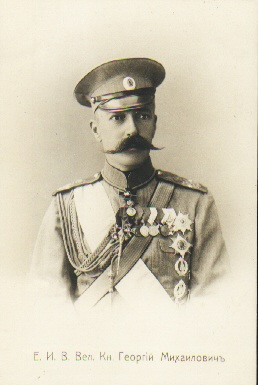
Jorge Mikhailovich

Não existem testemunhas oculares da execução. O que se sabe é baseado em versões que derivam de rumores e testemunhas em segunda mão. Variam em certos pormenores, algumas são demasiado dramáticas, mas todas têm um fio condutor semelhante.
Às 11h30 da noite de 27 para 28 de janeiro de 1919, os guardas acordaram Jorge Mikhailovich, o seu irmão Nicolau e o seu primo Dmitri nas suas celas na prisão de Spalernaia, informando-os de que seriam transferidos e que tinham de arrumar os seus pertences. Inicialmente eles assumiram que iriam ser levados para Moscovo. O grão-duque Nicolau Mikhailovich até pensou que poderiam ser libertados, mas Jorge disse-lhe que o mais provável era serem levados para outro local para serem mortos. Todos tiveram consciência de que algo lhes iria acontecer quando, ao saírem, receberam ordens para deixar a sua bagagem.
Os grão-duques foram levados para o lado de fora e empurrados para um camião que já levava outros quatro prisioneiros, bandidos comuns, e seis guardas vermelhos. À 1:20 da manhã o camião deixou a prisão. Foram conduzidos pelas margens do rio até ao Campo de Marte onde o camião avariou. Enquanto o condutor tentava voltar a ligar o camião, um dos condenados tentou fugir e foi morto com um tiro nas costas enquanto corria. O camião voltou a trabalhar outra vez e chegou ao seu destino na Fortaleza de Pedro e Paulo. Os prisioneiros foram empurrados brutalmente do camião até ao bastão de Trubetskoy. Aí receberam ordens para tirar as camisolas e casacos apesar do facto de estarem quase 40 graus abaixo de zero. Na altura eles já não tinham qualquer dúvida sobre o que estava prestes a acontecer e abraçaram-se uns aos outros pela última vez.
Outros soldados apareceram a carregar outra pessoa que os grão-duques reconheceram finalmente como sendo o seu primo Paulo Alexandrovich. Depois os quatro foram acompanhados por um soldado de cada lado até à trincheira que tinha sido cavada nos jardins da Fortaleza. Quando passaram pela catedral de São Pedro e São Paulo onde os seus antepassados estavam enterrados, os grão-duques fizeram o sinal da cruz. Os prisioneiros foram então alinhados atrás da cova onde já havia 13 corpos. Nicolau Mikhailovich, que transportava o seu gato, entregou-o a um soldado a quem pediu para tomar conta dele. Todos os grão-duques enfrentaram a morte com grande coragem. Jorge e Dmitri rezaram em silêncio. grão-duque Paulo Alexandrovich, que estava muito doente, foi morto rapidamente na primeira rajada de tiros que matou também Nicolau e Dmitri. Os tiros do fuzilamento enviaram-nos directamente para a trincheira, juntando-se aos outros corpos na vala comum que continua a ser a sua sepultura, visto que apenas o corpo do grão-duque Dmitri foi encontrado.